# اسیس برازیل
اسیس برازیل (به پرتغالی: Assis Brasil) یکی از شهرستان های برزیل است که در اکری واقع شده‌است.

## خصوصیات
اسیس برازیل ۲٬۸۷۶ کیلومترمربع مساحت و ۵٬۳۵۱ نفر جمعیت دارد.